# Ghost Pitùr
Ghost Pitùr es un artista italiano de identidad desconocida que limpia y repinta paredes vandalizadas por grafitis. Trabaja de noche en Brescia, Lombardía. 
Oculta su identidad vistiendo una sudadera con capucha y ocultando su rostro en los videos que publica en sus redes sociales. La única información que ha proporcionado sobre sí mismo es que es pintor profesional durante el día, y luego restaura fachadas por la noche. Ha declarado que no busca fama ni reconocimiento. 
Tras repintar las paredes, Ghost Pitùr deja una nota que dice: "Questo è un atto d’amore urbano" [Este es un acto de amor urbano]. 